# ティモシー・リダウト
ティモシー・リダウト(Timothy Ridout、1995年 - )は、イギリスのロンドン出身のヴィオラ奏者。
2016年にライオネル・ターティス国際ヴィオラ・コンクールで1位になった。

## 生涯
1995年にイギリスのロンドンで誕生した。
ロンドンの王立音楽アカデミーでマーティン・アウトラムに師事した。
2016年の卒業時にQueen's Commendation for Excellenceを獲得した。
同年ライオネル・ターティス国際ヴィオラ・コンクールで1位になった。
リダウトは1980年にコンクールが始まって以来、初めてのイギリス人優勝者だった。
2017年3月、ロンドンのウィグモア・ホールでデビュー演奏会を行った。
ピアニストのアンソニー・ヒューイットが伴奏した。
同年、デビューアルバムの「アンリ・ヴュータン、Complete Works for Viola」を発売した。
2019年にクローンベルク・アカデミー(ドイツ連邦ヘッセン州クローンベルク・イム・タウヌス市)で今井信子に師事して修士課程を修了した。
同年から2022年まで、BBCが注目する若手奏者として特集された。
2020年、リンカーン・センター室内楽協会(アメリカ合衆国ニューヨーク市)に選ばれ、2021年～2024年まで登録された。
2月、2枚目のアルバムである「a quartet of orchestrally accompanied pieces」をローザンヌ室内管弦楽団(スイスローザンヌ市)と共に発売した 。
8月、動物の謝肉祭(サン・サーンス)をシェク・カネー＝メイソン(チェロ)と共にアビー・ロード・スタジオ(ロンドン市)で録音し、デッカ・レコードで発売した。
2021年8月、ロイヤル・アルバート・ホール(ロンドン市)のFamily Promで、シェク・カネー＝メイソンと動物の謝肉祭を演奏した。
同月、3枚目のアルバムである「詩人の恋」を発売した。
プロコフィエフとシューマンの曲をヴィオラとピアノ用に編曲したアルバムで、ピアノはフランク・ドゥプリーが担当した。
このアルバムはグラモフォン (雑誌)批評家賞や、Presto Editor's Choiceに選ばれ、2022年の国際クラシック音楽賞の候補に選ばれた。
8月、BBCプロムスでBBC交響楽団(指揮：サカリ・オラモ)とヴィオラ協奏曲 (ウォルトン)を共演した。「The Strad」に批評家は、リダウトがアンコールで演奏したヒンデミットのヴィオラ・ソナタ第2楽章は「今季のアンコールだった」と称賛した。
リダウトは現在Pellegrino Micheli(イタリア共和国ロンバルディア州ブレシア市出身)が1565年～1575年頃に制作したヴィオラを、ベアーズ国際バイオリン協会から借りて演奏している。